# Меморіал Стедіум (Бристоль)
Меморіал Стедіум, також відомий під своїм попереднім ім'ям, як «Меморіальний майданчик» (англ. Memorial ground), є спортивним стадіоном в Бристолі, Англія. Він відкрився в 1921 році в честь пам'яті місцевих гравців регбі, які загинули під час Першої світової війни, і був домашнім стадіоном команди «Бристольські Медведі», поки вони не переїхали на стадіон «Ештон Гейт» в 2014 році. Зараз це домашній стадіон команди Бристоль Роверз, яка переїхала туди в 1996 році.

## Історія
Стадіон був створений на ділянці під назвою «Буффало Білл». Шоу «Дикого Заходу» — перший захід, який відбувся на цьому стадіоні між 28 вересня і 3 жовтня 1891 року. У вересні 1893 року регбійний клуб Кліфтон РФК зіграв свій перший матч на стадіоні. Під час Першої світової війни поле було перетворено на земельні ділянки, але після війни власність Буффало Білла було куплене сером Френсісом Ніколасом Коуліном (на той час шерифом Бристоля) і передано регбійному клубу «Бристольські Ведмеді». Був відкритий під назвою «Меморіальний майданчик» 24 вересня того ж року Г. Б. Бріттоном, який тоді був мером Бристоля.
Розташований на Філтон-авеню в районі Хорфілд, Бристоль, регбійний клуб значно розвинувся за ці роки. Натовп був зацікавлений в підтримці міської команди в першій грі, яка відбулася проти Кардіффа. З появою ліг наприкінці 1980-х років Бристоль намагався покращити ґрунт, замінивши старий Сарай на північній стороні Столітньою трибуною, таким чином відзначивши 100-річчя клубу в 1988 році.
У 1996 році Бристоль Роверз став орендарем Бристольського регбі-клубу, а потім перейшов у спільну власність через компанію «Меморіал Стедіум». Всього через два роки, у 1998 році, «Бристольські Ведмеді» були дискваліфіковані з прем'єр ліги (що спричинило їм серйозні фінансові труднощі), і за умовами угоди Бристоль Роверз зміг придбати частку стадіону Бристольського регбійного клубу за «номінальну плату». Тож, регбі-клуб став орендарями їх первісного стадіону.

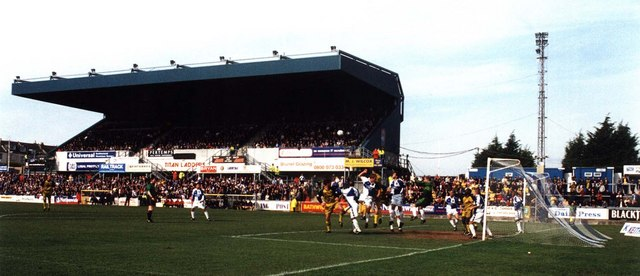
Стадіон у 2001 році.

До 2005 року Меморіал стадіум приймав Бристольський регбі-клуб у прем'єр-лізі, а Бристоль Роверз продовжував змагатися на нижчих рівнях футбольної ліги. До трибуни «Clubhouse Terrace» було додано дах (оплачена прихильниками Бристоль Роверз) та були зроблені незначні зміни на південному стенді, що привело до потужності стадіону в 11 916 місць. «Бристольські Ведмеді» знову вийшли з регбі-ліги у 2009 році.
У лютому 2013 року, після місяців міркувань, Бристольський регбі-клуб оголосив, що вони переїдуть та будуть грати разом з Брістоль-Сіті на переобладнаному стадіоні Ештон Гейт. «Бристольські Ведмеді» провели свою останню гру на Меморіал Стедіум 4 червня 2014 року проти Лондонських валлійців, яка закінчилася на користь «Ведмедів» з рахунком 21-20.
Кожного року на стадіоні проводиться хвилина мовчання в честь пам'яті гравців регбі, загинувших під час Першої світової війни. По сей час на стадіоні «Меморіал стедіум» проводяться тільки матчі клубу Бристоль Роверз, який виступає в першій лізі Англії.

## Інші види використання
Стадіон по наш час також використовують для регбі між двома університетами міста, Університетом Західної Англії та Бристольським університетом. У 2013 році на стадіоні відбувся матч групи D зі світового кубка Ліги Регбі між Островами Кука та США, що привернуло 7 247 вболівальників. Глостер Регбі зіграв два передсезонні товариські матчі на стадіоні, поки їх домашній майданчик, стадіон Кінгсгольм, використовувався для чемпіонату світу з регбі 2015 року. Стадіон представлений у музичному кліпі на Кано «Це є Англія»

## Майбутнє стадіону
Компанія «Меморіал стедіум» запропонувала оновити стадіон у розмірі 35 мільйонів фунтів, розширивши його до 18 500 міст. 17 січня 2007 року міська рада Бристоля надала дозвіл на перепланування стадіону.
Новий стадіон включав би 97-кімнатний готель, 99 квартир для студентів, ресторан, крамницю, офіси та громадський зал.
17 серпня 2007 року було оголошено, що перепланування стадіону було відкладено і розпочнеться в травні 2008 року, а завершиться в грудні 2009 року. 30 травня 2008 року Роверз визнав, що їх уподобані провайдери для проживання студентів вийшли з проекту, покинувши клуб, тому перепланування довелося відкласти ще на один рік, в 2009. Більше затримок викликала тривала фінансова криза клубу, тож до середини 2011 року стадіон перебудування так і не почав.
У червні 2011 року Бристоль Роверз оголосив про свої наміри переїхати на щойно запропонований стадіон UWE замість перепланування Меморіал стедіум. Аби фінансувати новий стадіон, «Меморіал стедіум» повинен був бути проданий у мережу супермаркетів Сейнсбері (англ. Sainsbury's), а робота з перепланування стадіону не розпочнеться, поки Роверз не завершить переїзд на новий стадіон. Роботи на стадіоні UWE повинні були розпочатися незабаром після багаторазових затримок, спричинених законодавством. У 2014 році Сейнсбері вийшов з проекту і згодом був доставлений до суду з Роверзом. Сейнсбері виграв судову справу та апеляцію, залишаючи весь проект знову під сумнівом.
У серпні 2017 року після придбання клубу сім'єю Аль-Каді та обширних переговорів з UWE, клуб оголосив, що більше не хоче будувати новий стадіон у співпраці з UWE, але в черговий раз вивчить перепланування Меморіалу.

## Відвідуваність
| Сезон     | Бристоль Роверз | Бристоль Роверз           |                      |                      |
| Сезон     | Відвідуваність  | Ліга                      |                      |                      |
| 2018-2019 | 8,308           | Перша ліга                |                      |                      |
| 2017-2018 | 8,933           | Перша ліга                |                      |                      |
| 2016-2017 | 9,302           | Перша ліга                |                      |                      |
| 2015-2016 | 8,096           | Друга ліга                | Бристольські медведі | Бристольські медведі |
| 2014-2015 | 6,793           | Національна ліга Ванарама | Відвідуваність       | Ліга                 |
| 2013-2014 | 6,420           | Друга ліга                | 5,808                | Чемпіонат            |
| 2012-2013 | 6,308           | Друга ліга                | 4859                 | Чемпіонат            |
| 2011-2012 | 6355            | Друга ліга                | 5,351                | Чемпіонат            |
| 2010-2011 | 6,253           | Перша ліга                | 4,273                | Чемпіонат            |
| 2009-2010 | 7,042           | Перша ліга                | 5 261                | Чемпіонат            |
| 2008-2009 | 770             | Перша ліга                | 7,435                | Прем'єр-Ліга         |
| 2007-2008 | 6,849           | Перша ліга                | 9,175                | Прем'єр-Ліга         |